# Beauchamp Seymour, 1:e baron Alcester

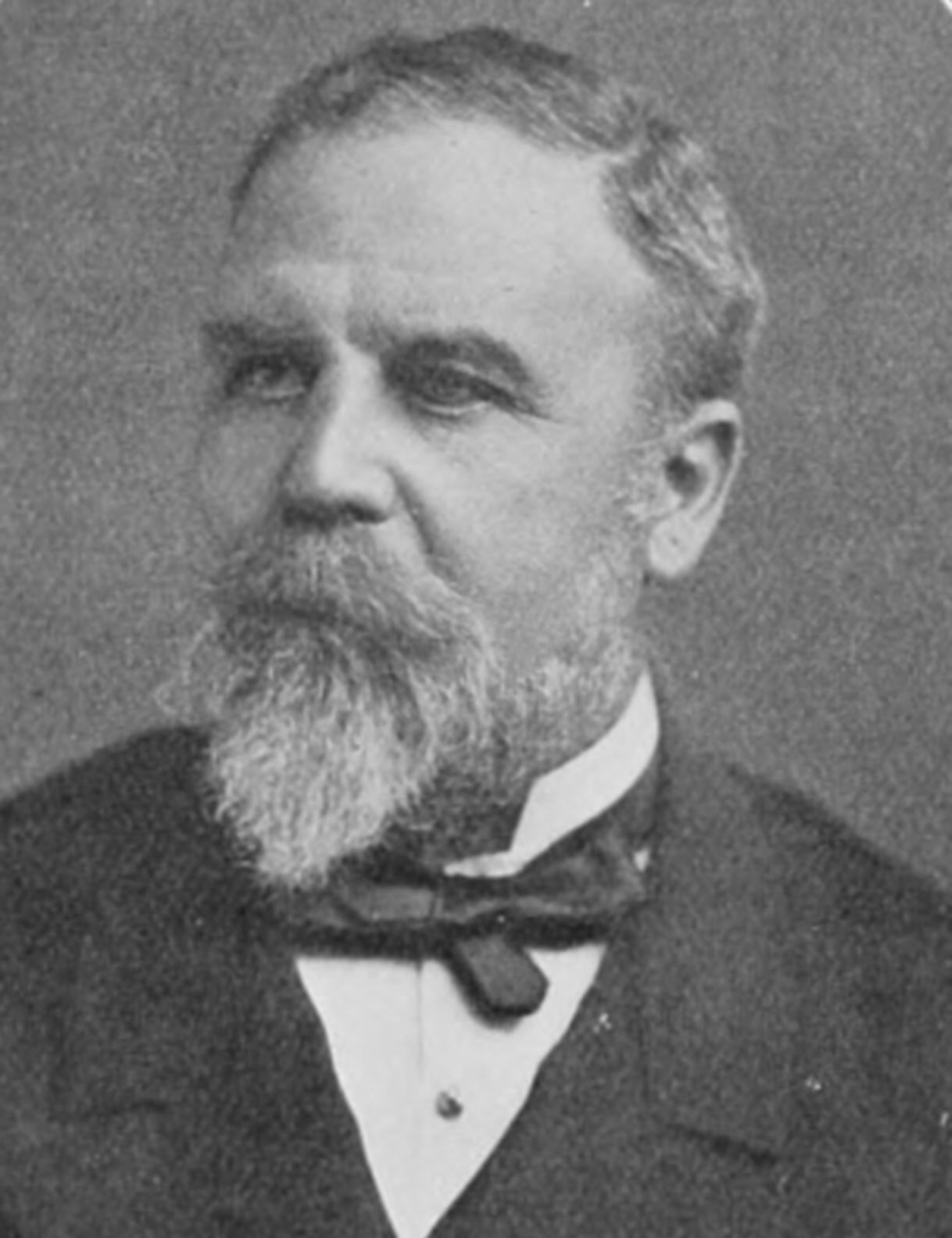
Beauchamp Seymour, 1:e baron Alcester.

Frederick Beauchamp Paget Seymour, 1:e baron Alcester, född den 12 april 1821, död den 30 mars 1895, var en brittisk sjömilitär, som tillhörde släktgrenen Seymour-Conway. Han var son till överste Horace Seymour och sonson till amiralen lord Hugh Seymour.
Seymour ingick 1834 i flottans tjänst, deltog 1852–1853 i kriget mot Burma och förde under Krimkriget (1854–1856) befäl på ett flytande batteri på Svarta havet, anförde 1860–1861 marinbrigaden under maorikriget på Nya Zeeland och utnämndes 1870 till konteramiral. Seymour var 1872–1874 amiralitetslord, blev 1876 viceamiral och erhöll 1877 knightvärdighet. Åren 1880–1883 var han befälhavare för brittiska Medelhavsflottan, ledde 1880 den internationella flottdemonstrationen mot Montenegro framför Ulcinj, blev i maj 1882 amiral. Seymour bombarderade 11 –13 juli samma år Alexandria, intog forten och ledde besättandet av staden. Till belöning för sina förtjänster under operationerna mot Egypten erhöll han samma år peersvärdighet (som baron Alcester) och en nationalgåva på 25 000 pund sterling. Han var åter amiralitetslord 1883–1885 och drog sig 1886 tillbaka ur aktiv tjänst.